# Tulumpınar, İkizdere
Tulumpınar là một xã thuộc huyện İkizdere, tỉnh Rize, Thổ Nhĩ Kỳ. Dân số thời điểm năm 2010 là 67 người.